# Timimus
A Timimus a coelurosaurus vagy az ornithomimosaurus theropoda dinoszauruszok egyik kisméretű neme, amely csak két fosszilizálódott, a dél-ausztráliai Dinosaur Cove-nál felfedezett mellső lábcsont alapján ismert. A 'Tim utánzója' név a felfedező fiától, Timtől származik és Tim Flanneryre utal. A kora kréta kor albai korszakában, mintegy 106 millió évvel ezelőtt élt.

## Felfedezés és fajok
A típusfaj, a Timimus hermani hivatalos leírását Dr. Thomas Rich és Patricia Vickers-Rich készítette el 1993-ban, miután egymástól egy méterre egy fiatal és egy felnőtt egyed combcsontját fedeztek fel. Később néhány csigolyát is ehhez a fajhoz kapcsoltak.
1994-ben Dr. Rich arról számolt be, hogy bár ideális lenne, ha a holotípus lenne a legteljesebb csontváz, a területen levő lelőhelyek korlátozott száma miatt valószínűtlen, hogy a jövőben további Timimus maradványokra bukkannak. A holotípus olyan tulajdonságokkal rendelkezik, amelyek alapján az ornithomimosaurusok csoportjának új nemeként is azonosítható. Emiatt a név az őslénytani irodalomban hivatkozási pontként szolgál a leletanyagra vonatkozóan.
„A dinoszauruszok nevei olyanok, mint a telefonszámok - címkék, amelyek illenek a példányhoz és a leletanyag elemzéséből származó elképzelésekhez. A zavaros címkék olyanok, mint egy pontatlan telefonkönyv, használhatatlan rendszerhez vezetnek, úgyhogy körültekintően kell neveket vagy címkéket tenni a dolgokra. De attól, hogy így teszünk, nem jönnek létre a példányok vagy a hozzájuk kapcsolódó elképzelések; ez pusztán egy megfelelő „fogantyú” létrehozása kommunikációs célból.” - T.H. Rich, 1994

## Ősbiológia
A csont vékonysága karcsú állatra utal. A fosszilis csontok mikrostruktúrájának szakértője, Anusuya Chinsamy 1998-ban megvizsgálta a Timimus és a Leaellynasaura leletanyagát, és csont hisztológiai eltérést fedezett fel. A hypsilophodontidánál a csontlerakódás folyamatos, míg az ornithomimosaurusnál a csont formálódása ciklikus mintát követ, ami arra utal, hogy a Timimus hibernálódhatott a hidegebb hónapokban.

## Fordítás
- Ez a szócikk részben vagy egészben a Timimus című angol Wikipédia-szócikk ezen változatának fordításán alapul.  Az eredeti cikk szerkesztőit annak laptörténete sorolja fel. Ez a jelzés csupán a megfogalmazás eredetét és a szerzői jogokat jelzi, nem szolgál a cikkben szereplő információk forrásmegjelöléseként.